# Urus-Martan
Urus-Martan (čečensky ХӀалхӀа-Марта, rusky Уру́с-Марта́н, v čečenském překladu přední Mart) je správní středisko okresu Urus-Martan.
Je situováno v centrální části Čečenska 31 km jihozápadně od hlavního města Groznyj na řece Martan, pravém přítoku Těreku.
S 49070 obyvateli v roce 2010 je druhým nejlidnatějším městem Čečenska po hlavním městě Groznyj.
Status města získalo v roce 1990, předtím bylo velkou vesnicí (aulem), která existovala nejméně od 19. století.

## Obyvatelstvo

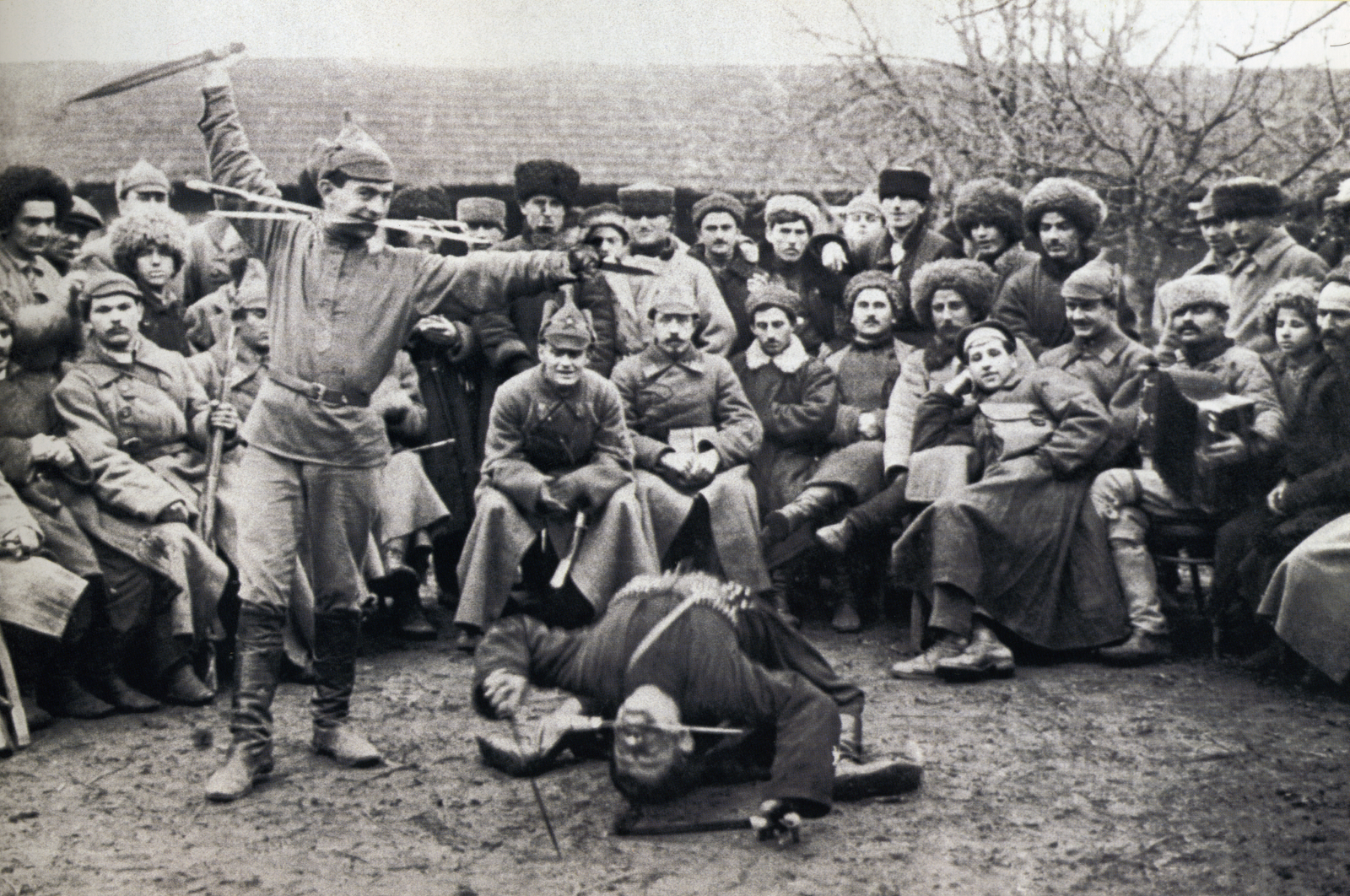
Slavnost za účasti příslušníků Rudé armády v Urus-Martanu v roce 1923

Vývoj počtu obyvatel
| Rok  | Počet obyvatel |
| ---- | -------------- |
| 1939 | 13 432         |
| 1959 | 11 672         |
| 1970 | 24 311         |
| 1979 | 27 942         |
| 1989 | 32 851         |
| 2002 | 39 982         |
| 2010 | 49 070         |

## Hospodářství
Hospodářství tvoří především zemědělství a několik závodů na zpracování potravin.

## Doprava
Nedaleko města se nachází silnice M29, která vede z Krasnodarského kraje až na hranici s Ázerbájdžánem.